# إيفو ميخائلوف
إيفو ميخائلوف (بالبلغارية: Иво Михайлов)‏ هو لاعب كرة قدم بلغاري في مركز الوسط، ولد في 4 أبريل 1989 في فارنا في بلغاريا. شارك مع منتخب بلغاريا تحت 19 سنة لكرة القدم. أما مع النوادي، فقد لعب مع ليفسكي صوفيا ونادي سبارتاك فارنا.

## وصلات خارجية
- إيفو ميخائلوف على موقع قاعدة بيانات كرة القدم.إي يو (الإنجليزية)